# آلکسی چرووتکین
آلکسی چرووتکین (روسی: Алексей Александрович Червоткин؛ زادهٔ ۳۰ آوریل ۱۹۹۵) اسکی‌باز صحرانوردی اهل روسیه است.